# تحسين النسل في الولايات المتحدة

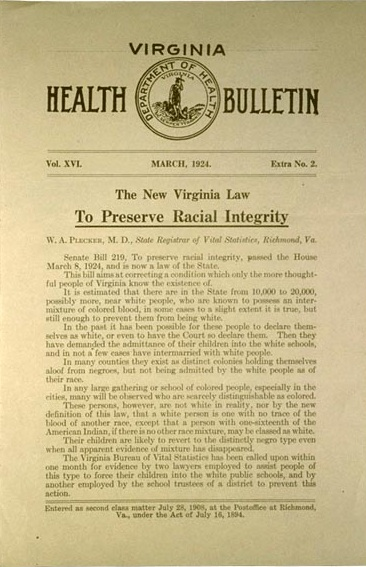

لعب علم تحسين النسل -وهو مجموعة من المعتقدات والممارسات التي تهدف إلى تحسين نوعية المورثات الموجودة لدى الجنس البشري- دوراً هاماً في تاريخ وثقافة الولايات المتحدة قبل مشاركتها في الحرب العالمية الثانية. إذ طُبقت ممارسات تحسين النسل في الولايات المتحدة قبل سنوات عديدة من تطبيق برامج تحسين النسل في ألمانيا النازية؛ واستوحيت إلى حد كبير من العمل الأمريكي السابق، إذ وثّق ستيفان كوول الإجماع بين سياسات العرق النازي لتحسين النسل مع سياسات البلدان الأخرى بما فيها الولايات المتحدة، وأشار إلى أن علماء تحسين النسل فهموا السياسات والإجراءات النازية باعتبارها تحقيقاً لأهدافهم ومطالبهم.
اعتُبر تحسين النسل خلال الحقبة التقدمية في أواخر القرن التاسع عشر وأوائل القرن العشرين وسيلة لحفاظ الجماعات المهيمنة على ضبط التعداد السكاني وتحسينه، ارتبط هذا الأمر بالنازية والعنصرية لأن حركة تحسين النسل كانت تُشكل ردة فعل على تغيير في الهجرة من أوروبا أكثر من كونها علم وراثة.

## لمحة تاريخية

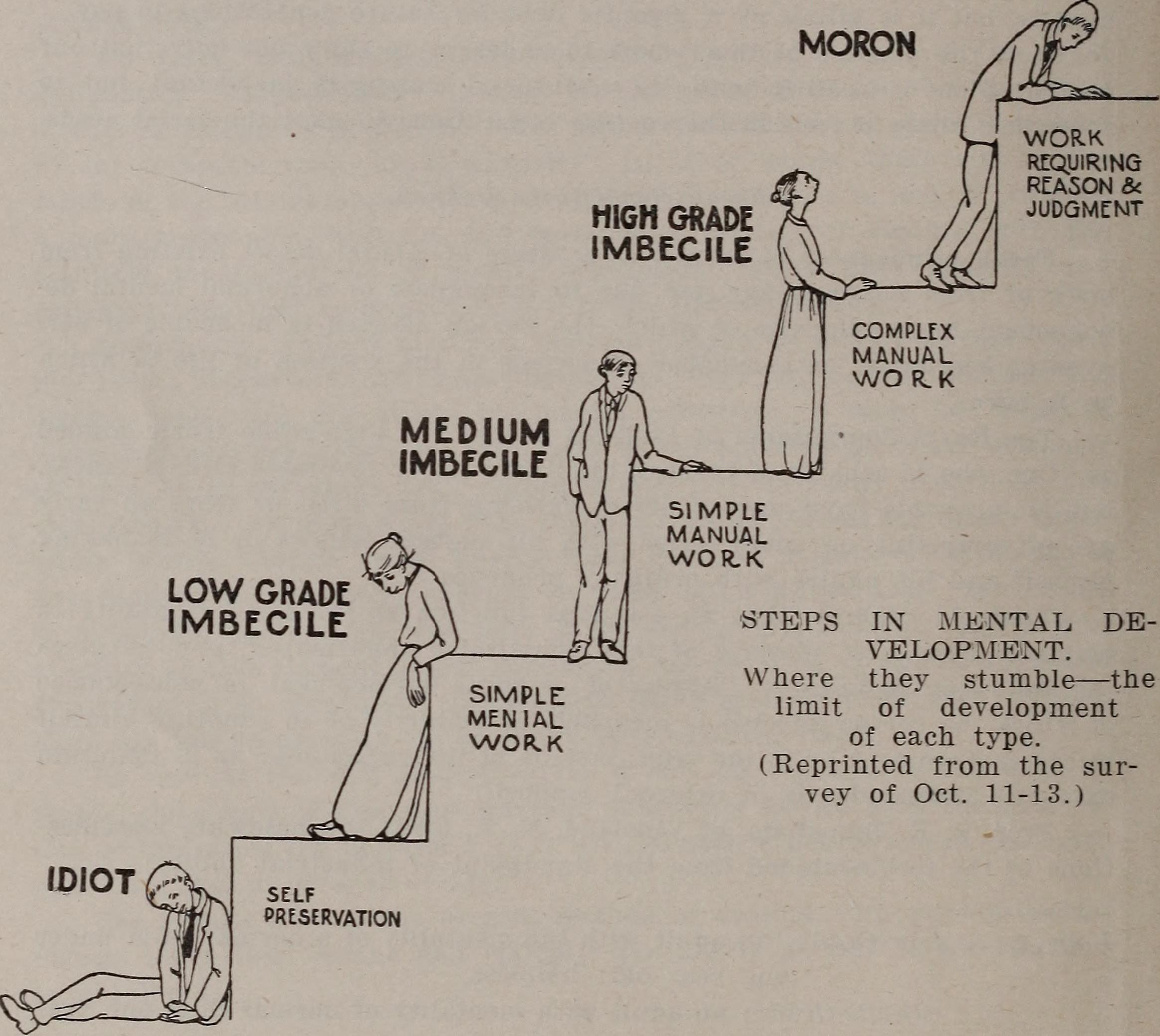
المعوقين العقليين في فرجينيا- (1915)

### الأنصار الأوائل
نشأت حركة تحسين النسل الأمريكية المتأصلة في الأفكار الحتمية البيولوجية للعالم الإنكليزي فرانسيس غالتون في ثمانينيات القرن التاسع عشر. درس غالتون الطبقات العليا لبريطانيا واستنتج أن أوضاعهم الاجتماعية المتميزة تعود لتركيبهم الجيني المتفوق. اعتقد المؤيدون الأوائل لعلم تحسين النسل أيضاً أنه ينبغي أن يوجه الجنس البشري تطوره الخاص من خلال التربية الانتقائية، وكانوا يميلون إلى الإيمان بالتفوق الوراثي لشعوب شمال أوروبا الجرمان والأنجلوسكسونيين. أيدت حركة تحسين النسل قوانين الهجرة القسرية ومنع تمازج الأجناس أيضاً، ودعمت التعقيم القسري للفقراء وذوي الاحتياجات الخاصة و«غير الأخلاقيين».
تلقت حركة تحسين النسل الأمريكية تمويلاً واسعاً من العديد من المؤسسات التجارية بما في ذلك مؤسسة كارنيجي للعلوم ومؤسسة روكفلر ومؤسسة ثروة هارمان للسكك الحديدية. قدم كيلوج في عام 1906 التمويل للمساعدة في تأسيس مؤسسة «تحسين العرق» في باتل كريك (ميشيغان)، وأسس عالم الأحياء الشهير تشارلز دافنبورت «مكتب تسجيل تحسين النسل» في كولد سبرينج هاربور في نيويورك عام 1911.
قُبِل علم تحسين النسل على نطاق واسع في المجتمع الأكاديمي في الولايات المتحدة، ودخل إلى المناهج الدراسية في الجامعات والمدارس الأمريكية، ومع ذلك صرّح النقاد العلميون وأبرزهم توماس هانت مورغان أن منهجية التعليم الأولية ركزت على السمات الإنسانية للبشر بدلاً من التركيز على فكرة تحسين النسل بحد ذاتها.
تشكلت بحلول عام 1910 شبكة كبيرة ونشطة من العلماء والإصلاحيين والمهنيين العاملين في مشاريع تحسين النسل الوطنية، وكانت رابطة النسل الجيد الأمريكية أول هيئة تحسين نسل في الولايات المتحدة، والتي شُكّلت بهدف «التحقيق والإبلاغ عن الوراثة في العرق البشري، والتأكيد على قيمة الدم المتفوق وتهديد المجتمع من الدم المتدني». شُجعت الحكومة على التدخل لمحاولة تعزيز صحة المواطنين في المستقبل.
دعا العديد من الإصلاحيين النسويين إلى خطة الإصلاح القانوني المحسن، وقد كان الاتحاد الوطني للأندية النسائية واتحاد الاعتدال النسائي والرابطة الوطنية للناخبات من بين مجموعة متنوعة من المنظمات النسائية المحلية والوطنية التي مارست الضغط في مرحلة ما من أجل إصلاحات تحسين النسل.
كانت مارغريت سانجر -زعيمة الحركة الأمريكية لتحديد النسل- واحدة من أبرز النسويات اللاتي دافعن عن خطة تحسين النسل، إذ نظرت مارغريت إلى تحسين النسل كوسيلة لمنع الأطفال غير المرغوب فيهم من الولادة في حياة محرومة، وأدخلت لغة تحسين النسل لتعزيز هذه الحركة، وسعت إلى تثبيط تكاثر الأشخاص الذين يُعتقد أنهم سينقلون أمراض عقلية أو عيوب جسدية خطيرة عن طريق التعقيم، ورفضت القتل الرحيم.
اعتُبرت ولاية ميشيغان أول ولاية قدمت مشروع قانون التعقيم الإلزامي في عام 1897، والذي فشل في الحصول على ما يكفي من الأصوات من قبل المشرّعين لاعتماده. وافق المشرعون في ولاية بنسلفانيا بعد ثماني سنوات على مشروع التعقيم الذي اعترض عليه الرئيس، وأصبحت إنديانا أول ولاية تسن تشريعات التعقيم في عام 1907، تلاها واشنطن وكاليفورنيا في عام 1909.
قامت كاليفورنيا بأكبر عدد من عمليات التعقيم. كان برنامج كارولينا الشمالية لتحسين النسل الذي شُغل من عام 1933 وحتى عام 1977 هو البرنامج الأكثر عدوانية من بين الـ 32 برنامجاً لتحسين النسل في الولايات الأخرى.

## قيود الهجرة
اعتُبرت رابطة تقييد الهجرة أول كيان أمريكي مُرتبط رسمياً بعلم تحسين النسل. أُسست الرابطة في عام 1894 من قبل ثلاثة من خريجي جامعة هارفرد الحديثة آنذاك، وسعوا إلى منع الأجناس المتدنية من دخول أمريكا، إذ شعروا أن مشاركة الحياة الاجتماعية والجنس مع هذه الأجناس الأقل تطوراً وتحضراً من شأنها أن تشكل تهديداً بيولوجياً للسكان الأمريكيين.
تحالفت رابطة تقييد الهجرة مع رابطة النسل الجيد الأمريكية من أجل اكتساب النفوذ وتعزيز أهدافها، وأُنشئت في عام 1909 لجنة لتحسين النسل برئاسة ديفيد ستار جوردان مع بعض الأعضاء مثل تشارلز دافنبورت وألكسندر جراهام بيل وفيرنون كيلوغ ولوثر بوربانك وويليام إيرنست كاسل وأدولف ماير.
لعب علماء تحسين النسل لأول مرة مع إقرار قانون الهجرة العام لعام 1924 دوراً مهماً في نقاش الكونغرس كمستشارين خبراء حول تهديد «الرصيد المتدني» القادم من شرق وجنوب أوروبا.
أكد ستيفن جاي غولد أن القيود المفروضة على الهجرة والتي أُقرت في الولايات المتحدة خلال العشرينيات (وأُصلحت بموجب قانون الهجرة والتوطين في عام 1965) كانت بغرض تحسين النسل، إذ بدأت الولايات المتحدة وكندا في أوائل القرن العشرين باستقبال أعداد أكبر بكثير من المهاجرين القادمين من أوروبا الجنوبية والشرقية.
قدم علماء تحسين النسل مثل لوثروب ستودار وهاري لافلين (الذي عُيّن كشاهد خبير لمجلس النواب في لجنة الهجرة والتوطين عام 1920) حججاً تقول إن الهجرة من شأنها أن تلوث المجمع الجيني الوطني إذا كانت أعدادهم غير مقيدة.

## الأفراد المؤهلين ضد الأفراد غير المؤهلين
صُنف كل من الطبقة والعرق في تعريفات تحسين النسل «الملائمة» و«غير الملائمة» باستخدام اختبار الذكاء، وأكد علماء تحسين النسل الأمريكي أيضاً أن الارتقاء الاجتماعي هو دليل على الصحة الوراثية للفرد، وأن أولئك الذين يُعتبرون «غير مؤهلين» هم في الغالب من الطبقات المتدنية. نظراً لأن الفقر كان مرتبطاً بالدعارة و«الحماقة العقلية» فإن نساء الطبقات الدنيا كن يُعتبرن «غير لائقات» و«مُنحلات».

## التعقيم الإجباري
أصدرت إنديانا في عام 1907 أول قانون تعقيم إلزامي قائم على تحسين النسل في العالم، وعلى الرغم من نقض القانون من قبل المحكمة العليا في إنديانا عام 1921 فقد سُمح بالتعقيم الإجباري لمرضى المؤسسات العقلية الحكومية في عام 1927.
قامت بعض الدول بتعقيم «البُلهاء» لمعظم القرن العشرين على الرغم من اعتباره انتهاكاً لحقوق الإنسان. وجرى تعقيم الرجال والنساء إلزامياً لأسباب مختلفة مثل القضاء على السلوك الإجرامي لدى الرجال والسيطرة على نتائج الحياة الجنسية للنساء المنجبات.

## برامج القتل الرحيم
كتب إدوين بلاك أن إحدى الطرق التي تم اقتراحها للتخلص من «البلازما الجرثومية المعيبة في المجتمعات البشرية» هي القتل الرحيم.
كانت غرف الغاز المحلية هي أكثر الطرق استخداماً للقتل الرحيم، ولم يعتقد الكثيرون في حركة تحسين النسل أن الأمريكيين كانوا مستعدين لتنفيذ برنامج القتل الرحيم على نطاق واسع، لذلك كان على الأطباء إيجاد طرق لتنفيذ القتل الرحيم بمهارة في مختلف المؤسسات الطبية.
دعم الأفارقة الأمريكيين لعلم تحسين النسل
كان بعض الأمريكيين من أصل أمريكي من أنصار تحسين النسل.